# Athenry
Athenry (iriska: Baile Átha an Rí) är en stad i provinsen Connacht på Irlands västkust. Staden ligger 24 kilometer öst om Galway. Den är känd från sången The Fields of Athenry som skrevs av Pete St. John och handlar om hungersnöden 1845-1852.

## Historia
Området där Athenry ligger har varit bebott sedan stenåldern. 1178 skapades titeln baron av Athenry, men det var först 1235 som Meiler de Bermingham, den andre baronen av Athenry grundade staden. Kort därefter påbörjades bygget av Athenry Castle, och 1241 grundades ett kloster av Dominikanorden.
På grund av sitt strategiska läge har Athenry haft en händelserik historia och staden har attackerats många gånger. I augusti 1316 var den skådeplats för ett stort slag mellan Richard de Burgo och Richard de Bermingham på ena sidan och irländarna under Felim O'Connor, kung av Connacht på andra sidan. På 1570-talet attackerades staden flera gånger och skadades så mycket att återuppbyggnaden inte hann färdigställas före 1597 då Athenry attackerades igen och efter det var staden såpass skadad att den inte återhämtade sig. Detta har resulterat i att den medeltida staden till stora delar finns kvar. Slottet, kyrkan, klostret, marknadskorset och de medeltida stadsmurarna finns kvar och är idag turistattraktioner. 

## Bildgalleri

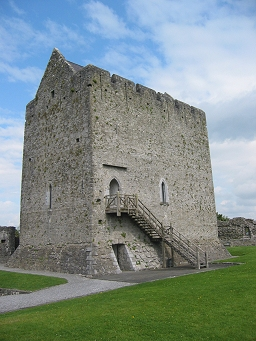
Athenry Castle
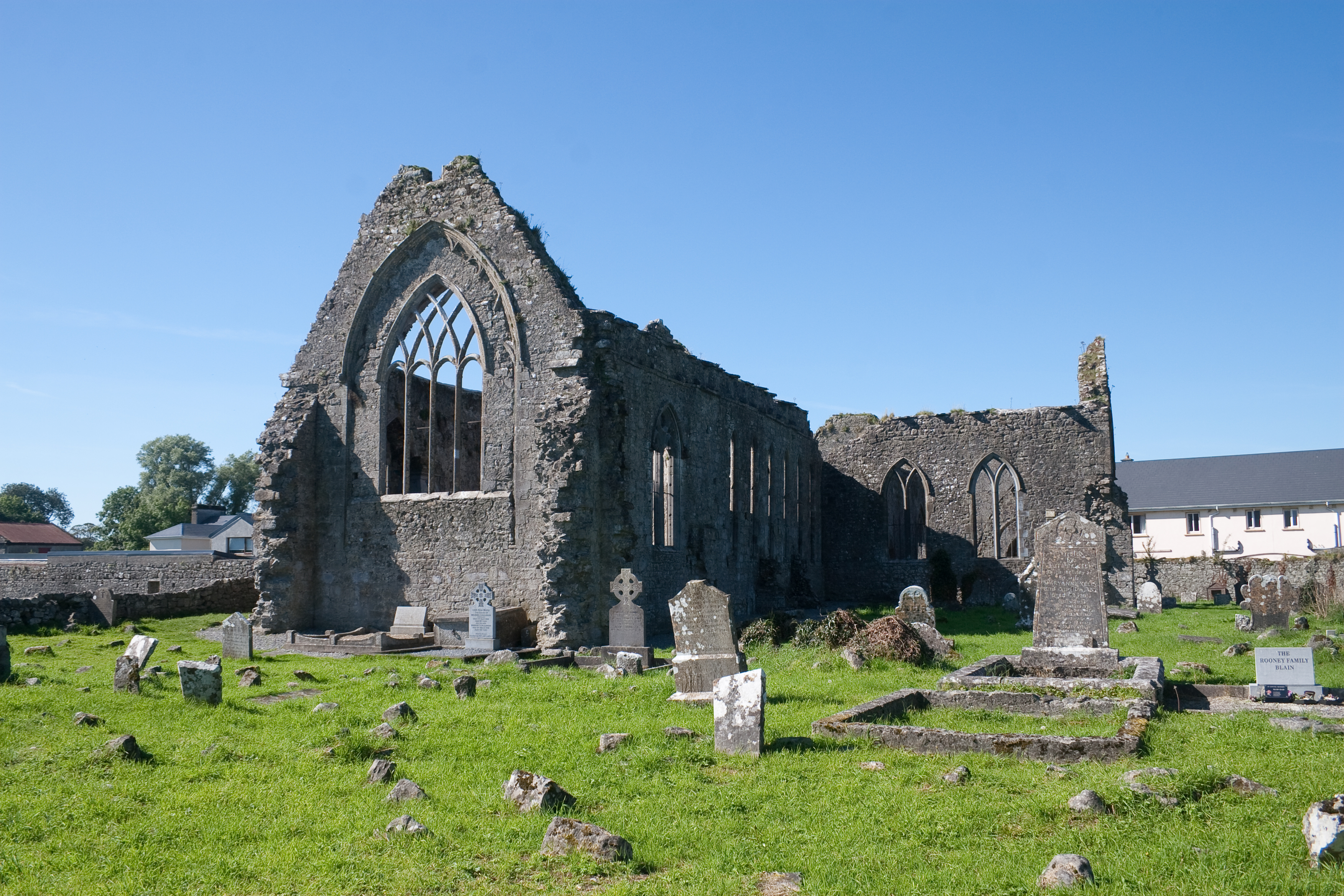
Klostret från nordöst
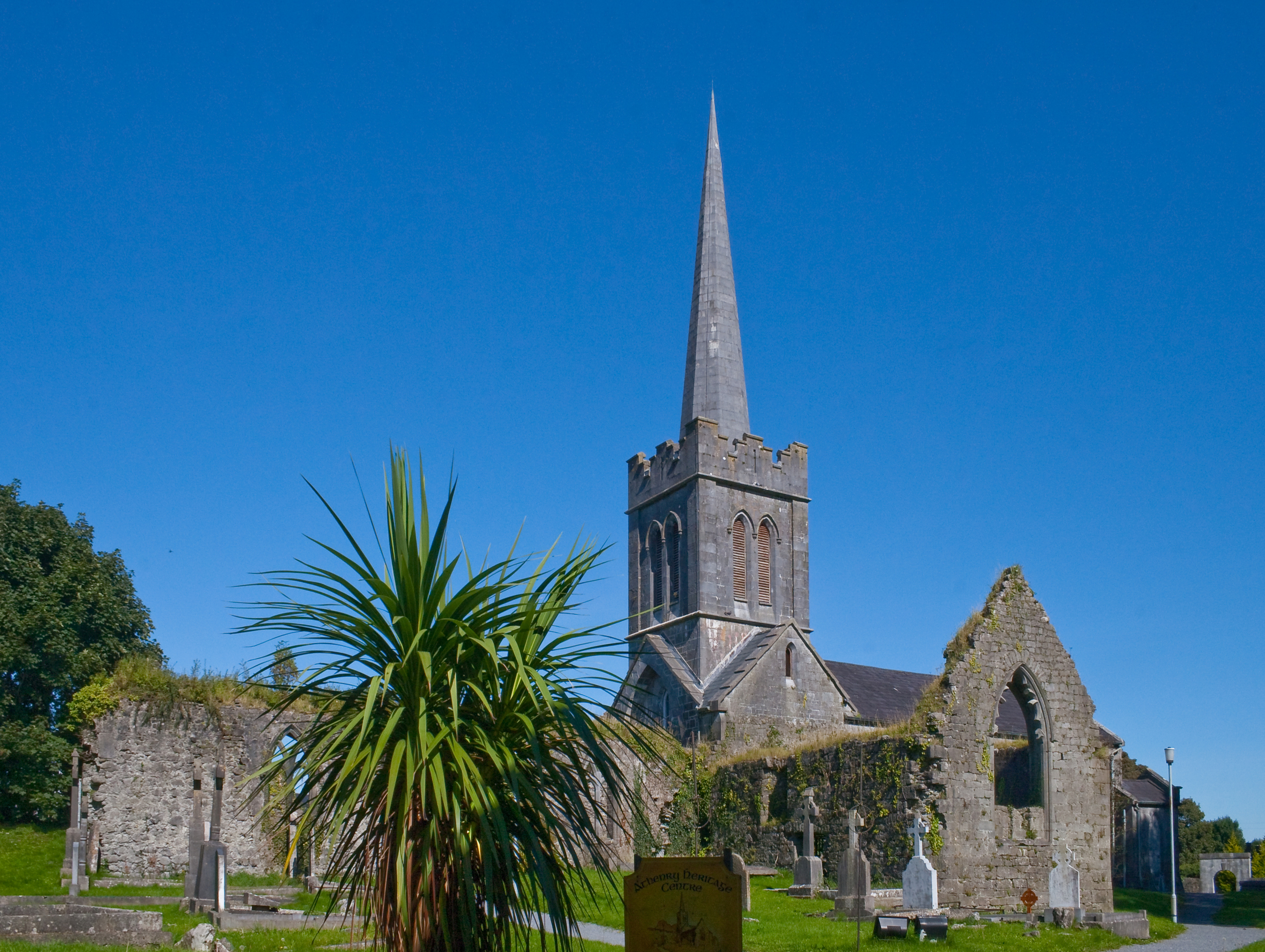
St. Mary's kyrka
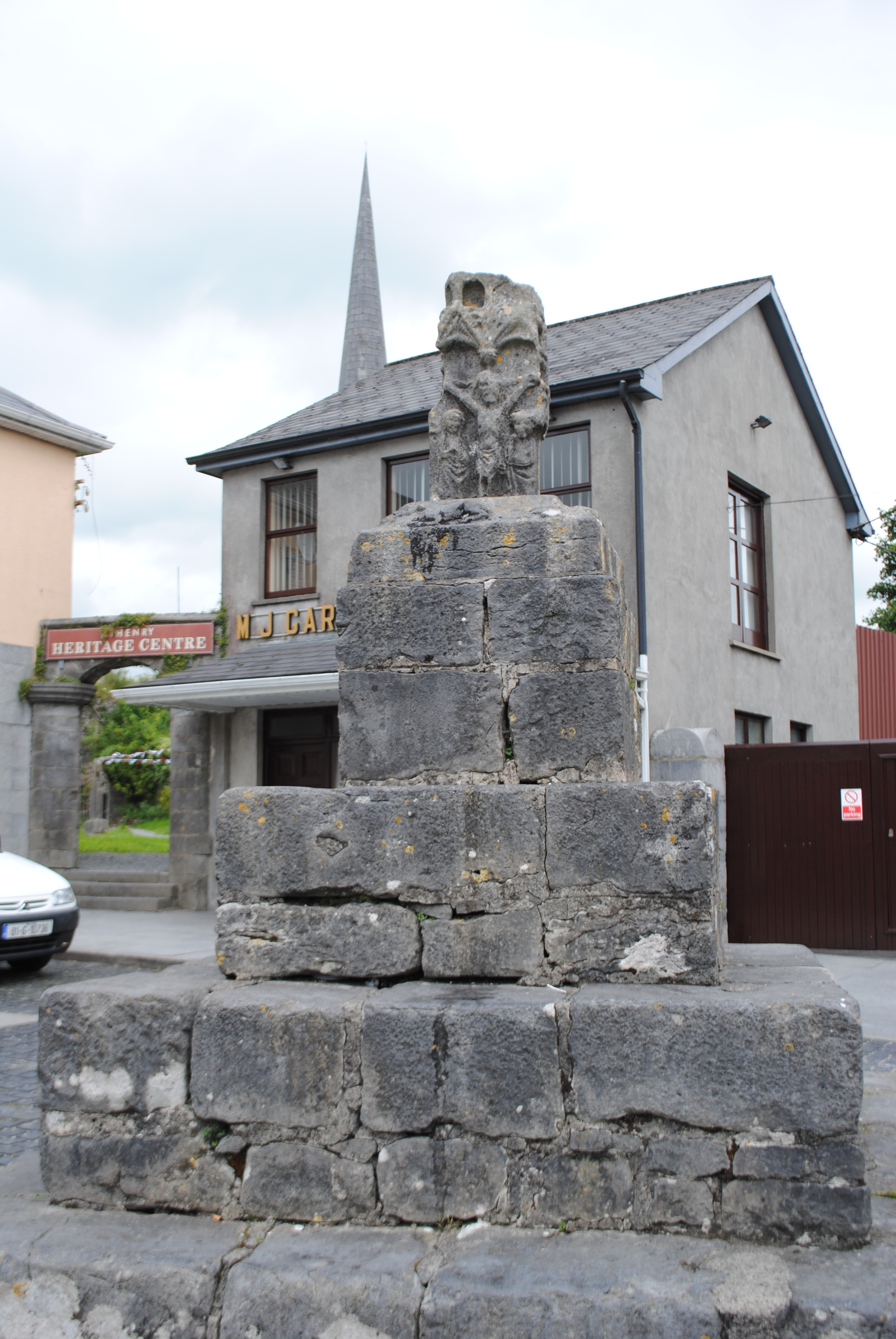
Marknadskorset